# Tolhuisje (Gent)

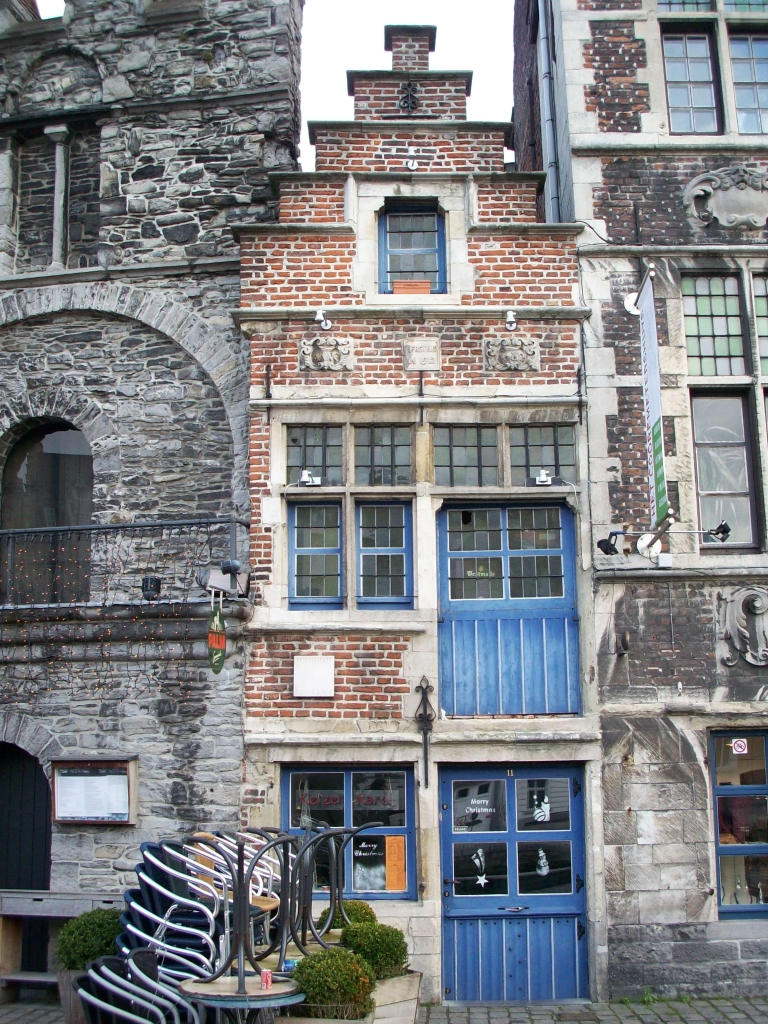
Het Tolhuisje aan de Graslei in Gent

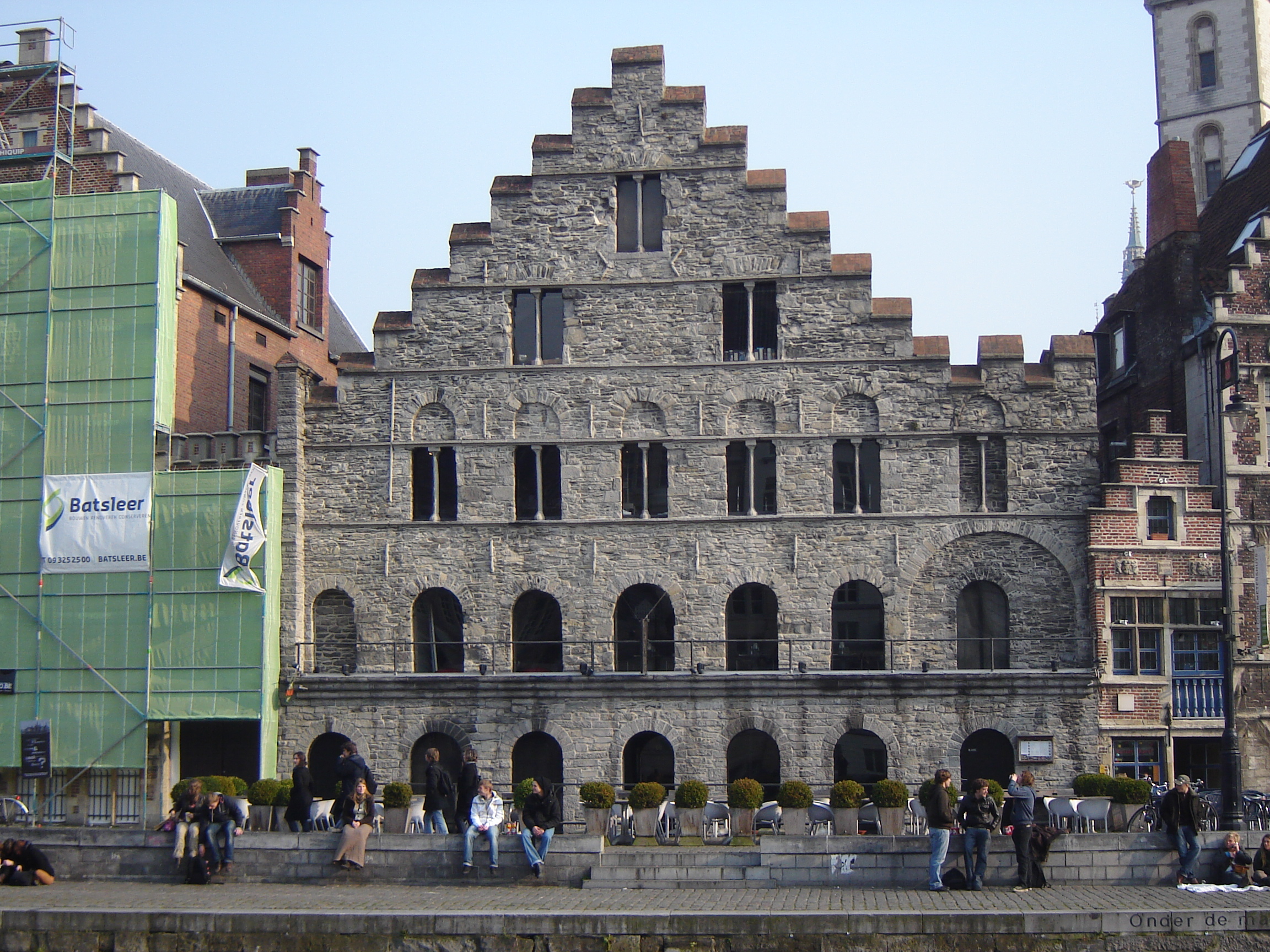
Het Tolhuisje naast het Korenstapelhuis, zodat te zien is hoe klein het eigenlijk is.

Het Tolhuisje is het kleinste huisje van de Belgische stad Gent en staat aan de Graslei. Het trapgeveltje dateert uit de 17de eeuw en had vroeger waarschijnlijk ook een middeleeuwse houten gevel. Vroeger was het tolhuisje een van de drukste plaatsen van de Gentse haven. Dit tolhuisje werd tot 1734 door de stapelheren gebruikt om de stapelrechten of taksen op goederen die in de haven verhandeld werden te innen.
In 1912 restaureerde architect J. De Waele het tolhuisje, in de jaren 80 volgde nog een opfrissing en herinrichting. Het is nu een klein cafeetje. Binnen is te zien dat de zijmuren eigenlijk de buitenmuren van de aanliggende panden zijn, links het Korenstapelhuis en rechts het Tweede Korenmetershuis.
Het pand is beschermd sinds 1952. 